# Pasaporte guyanés
El Pasaporte guyanés (en inglés, Guyanese passport) es un documento que se expide a los ciudadanos de Guyana para viajes internacionales. A partir de julio de 2007, Guyana ha emitido el pasaporte común del Caribe, con el logotipo de la Comunidad del Caribe en la portada. 
El pasaporte contiene 32 páginas y se expide por un período de validez de 5 años. La Oficina de Pasaportes expide nuevos pasaportes legibles por máquina en un plazo de 5 a 7 días en Guyana. Los viejos pasaportes de cubierta verde siguen siendo válidos hasta el final de su período de validez establecido. 
Todos los pasaportes son procesados y emitidos por la Oficina Central de Inmigración y Pasaportes (un brazo de la Policía de Guyana) en Georgetown, Guyana. La Oficina de Pasaportes es competencia del Ministerio del Interior. 

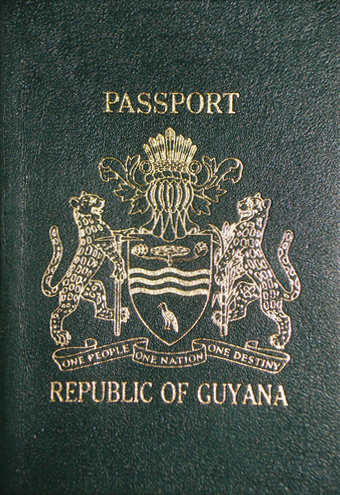
Pasaporte pre-CARICOM de Guyana.

## Idiomas
El pasaporte anterior no legible por máquina (MRP) usaba inglés (el idioma oficial de Guyana) y francés como los dos idiomas en el pasaporte. El MRP actual de CARICOM Guyana ha eliminado el francés y en su lugar utiliza inglés y español como los dos idiomas en el pasaporte. Sin embargo, esto solo se hace en la página de datos. Todas las demás páginas usan solo inglés. 

## Periodo de validez
El pasaporte anterior no legible por máquina (MRP) era válido por 5 años y podía renovarse por 5 años después de la primera fecha de vencimiento, y otros 5 años después de la expiración de la renovación (por un total de 15 años de uso total). En todos los casos de renovación, se adjunta una fotografía reciente del titular al pasaporte. El pasaporte CARICOM de Guyana actual es válido por 5 años y no puede renovarse. En cambio, se debe obtener un nuevo pasaporte al final de ese período de 5 años, o si no hay más espacio para visas o viajes.

## Mensaje de pasaporte
La nota contenida tanto en el Pasaporte CARICOM anterior a Guyana como en el Pasaporte CARICOM de Guyana dice: 
"Deben solicitar y exigir, en nombre del Presidente de la República de Guyana, a todos aquellos a quienes les concierne permitir que el portador pase libremente sin impedimentos ni obstáculos, y brindarle al portador la asistencia y protección que sea necesaria."

## Diseño
El MRP actual de CARICOM Guyana tiene un diseño llamativo y colorido con imágenes de flora, fauna, arquitectura y maravillas naturales locales que adornan las páginas de Visa y las cubiertas interiores del pasaporte. El escudo de armas de Guyana es uno de los elementos de diseño utilizados en todo el pasaporte. El diseño también incluye varias características de seguridad para proteger la integridad del pasaporte. 

## Requisitos de visa
A partir del 1 de julio de 2019, los ciudadanos guyaneses tenían acceso sin visa o con visa a la llegada a 86 países y territorios, clasificando el pasaporte guyanés en el puesto 59 en términos de libertad de viaje según el índice de restricciones de visa Henley.

## Galería

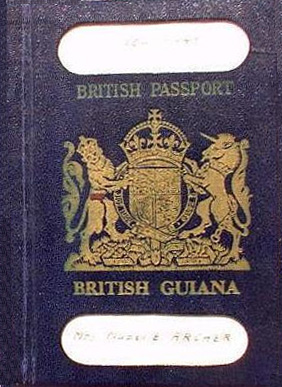
Pasaporte de la Guayana Británica
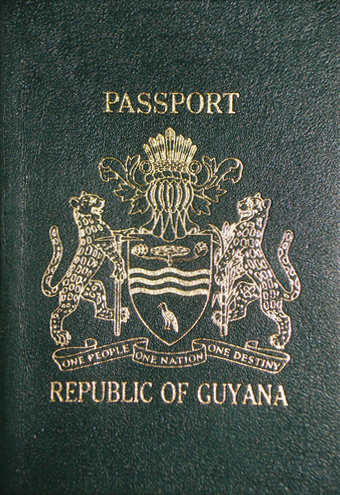
Pasaporte de Guyana (hasta 2007)